# Bengáli tigris
A bengáli tigris vagy királytigris (Panthera tigris tigris) a ragadozók (Carnivora) rendjébe és a macskafélék (Felidae) családjába tartozó tigris (Panthera tigris) egy alfaja.

## Elterjedése
India középső és keleti részén, Bangladesben, Nepálban, Bhutánban és Mianmarban őshonos. Korábban Pakisztánban is előfordult, de onnan mára kiirtották. Legnagyobb ma élő populációja az India és Banglades területén levő Sundarbans mangroveerdőségben van, amely Földünk legnagyobb egybefüggő mangroveerdeje. Megóvása érdekében a vidék nemzeti parki státuszt kapott.
A tigris sosem volt őshonos az Indiához közel fekvő Srí Lanka szigetén. Ökológiai szerepét az ott élő Srí Lanka-i leopárd (Panthera pardus kotiya) vette át.

## Megjelenése
Teste hosszabb, mint az oroszláné, nyújtottabb és hajlékonyabb. A kifejlett hím 2,52–3,11 méter, a nőstény 2,28–2,82 méter hosszú, a hím tömege 97–258 kilogramm (átlagosan 196 kilogramm), a nőstényé 72–160 kilogramm (átlagosan 127 kilogramm). A legnagyobb ismert vadon élt hím 260 kilogramm, a legnagyobb ismert vadon élt nőstény pedig 177 kilogramm tömegű volt.
Szőrzetének alapszíne fénylő narancsvörös, hasa többnyire fehér. Viszonylag széles, fekete csíkjai a fejétől egészen a farka végéig megtalálhatók.
A tigrisek közül kizárólag a bengáli tigrisnek fordulnak elő a természetben az eredeti színűtől eltérő színváltozatai. A manapság állatkertekben nagyon népszerű úgynevezett fehér tigrisek is egy szabadon befogott fehér színű hímtől származnak. Mindazonáltal nagyon ritkák a szabad természetben a teljesen fehér színű egyedek. Néha előfordul, hogy a bengáli tigris hasára jellemző fehér szín máshol a testen is megjelenik és ott nagyobb kiterjedésű fehér foltokat ad.
Az eredeti színtől eltérő színváltozatoknak a megjelenését és fenntartását az ember a fogságban tartott tigriseknél igen kedveli, így mára sikerült a "fehér tigris" mellett (amely fehér alapszínű fekete csíkokkal) egyéb színváltozatokat is kitenyészteni, úgymint a "hótigris" (teljesen fehér), "aranytigris" (normál vörös alapszínű, csíkjai azonban fekete helyett aranybarnák). Ezek az állatok többnyire hibridek, amelyben szibériai tigris vérvonal is megtalálható.
|  |  |

Érdekesség, hogy míg a többi macskafélénél igen gyakori a melanisztikus, fekete színvariáció megléte (pl. leopárd, jaguár, szervál), eddig nem tapasztaltak ilyet a tigrisnél.

## Életmódja
Ragadozó, kiszemelt zsákmányát általában a magas fűben, a legnagyobb csendben hátulról közelíti meg és annak hátára ugorva átharapja ütőereit. Többnyire  nagyobb vagy közepes emlősöket zsákmányol. Fő zsákmányállatai: nilgau antilop, gaur, számbárszarvas, mocsári szarvas, pettyes szarvas, vaddisznó. Olykor a vízibivalyt is elejti. Ritkábban kisebb állatokat is zsákmányol, mint cerkófmajomfélék, nyúlfélék és madarak.
Mivel eléggé fáradékony, kitartó üldözésre alkalmatlan. Látása és hallása nagyon jó, de szaglása gyenge. A tigris magányosan vadászik, főként éjszaka. A vadászterületét kellemetlen szagú vizeletével jelöli meg vagy letépi a fák kérgét. A tigris az áldozatának maradékát bozótba vonszolja és lefedi levelekkel, hogy később is ehessen belőle. A bengáli tigris a rothadó húst is megeszi.

## Udvarlás és párzás
A nőstények időszakosan ivarzanak, ami azt jelenti, hogy évente több termékeny időszakuk van. Az ivarzás rendszerint három napig tart, november és április között három-kilenc hetente ismétlődik. Ebben az időszakban sor kerülhet a megtermékenyítésre. A nőstény üvöltéssel és speciális szaganyaggal adja a hímek tudatára hogy tüzel. A hím figyeli a területén élő nőstények állapotát.

## Szaporodása
Egyszerre rendszerint 2–3 utódot hoz világra. A fiatal tigriskölykökre leselkedő legnagyobb veszély a kifejlett hímek támadása, mert megölik más hímek kölykeit, hogy a nőstény újra párzásra képes legyen.

## Természetvédelmi helyzete

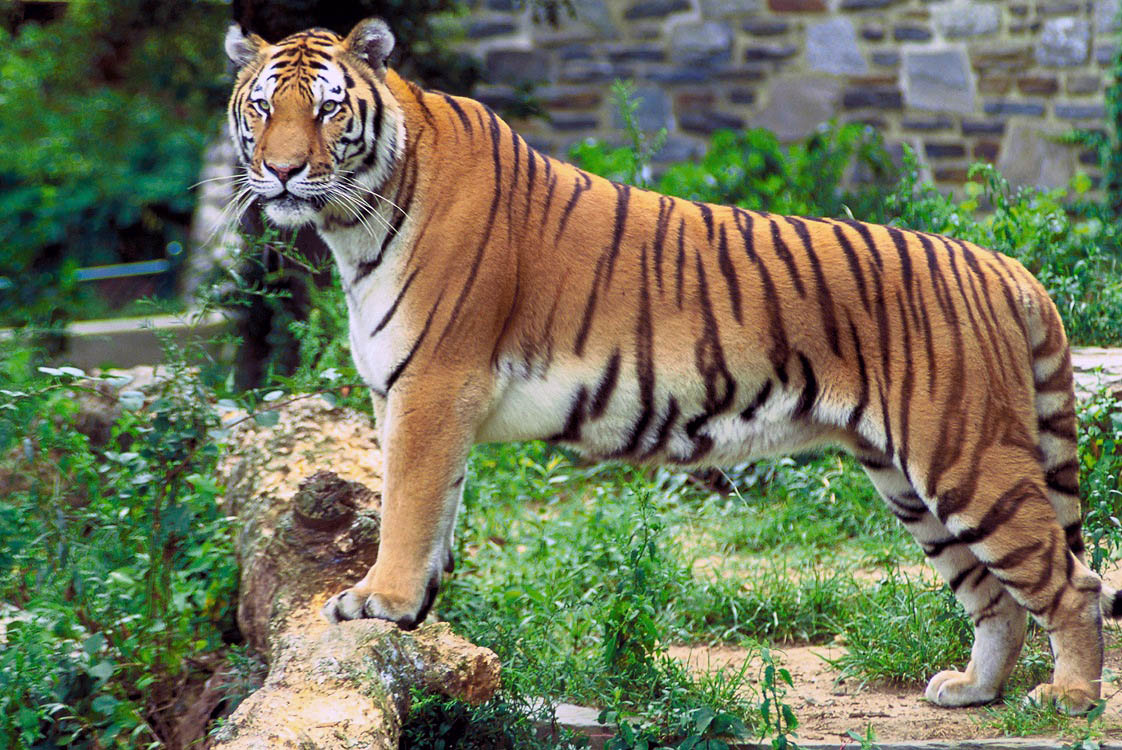

Teljes egyedszáma az alfajnak jelenleg nem ismert, csak becslésekre lehet hagyatkozni. Állományát 2004-ben 3200 és 4500 egyed közöttire becsülték. Ennek java része Indiában él, a becslések szerint az összes bengáli tigris mintegy 80%-a él az országban. 100 évvel ezelőtt csak Indiában mintegy 40.000 tigris fordult elő.
Jelentős megritkulásában több tényező játszott közre. Részint igen erősen vadászták, a tigrisvadászat az indiai maharadzsák és az Indiában élő angolok kedvenc sportja volt. Ráadásul Indiában robbanásszerű népességnövekedés volt a 20. században, az pedig jelentős területeket vett el a tigrisektől.
A Természetvédelmi Világszövetség (IUCN) ugyan a "veszélyeztetett" kategóriába sorolta az alfajt, mégis helyzete jobb, mint a többi alfajé.
A tigris India egyik jelképe, így mindent megtesznek az országban megmaradt populáció védelme érdekében. Hasonlóan jó a kilátása a Nepál területén élő állatoknak. Bangladesben a Sundarband mangrove-vidéken él a bengáli tigris legnagyobb populációja, de az ország egyéb területein a nagyszámú lakosság miatt nincs helye e ragadozónak.
A védett területeken kívül élő állatoknál az élőhely elvesztésének veszélye még mindig nagyon nagy. A bengáli tigris trófea célú vadászata jelentősen csökkent ugyan, de illegálisan még mindig létező veszélyforrás. A jelenlegi legnagyobb veszély azonban a főleg kínai megrendelésre történő vadászat, ugyanis a Távol-Keleten nagy becsben tartják a tigris belső szerveiből és csontjaiból készült gyógyhatásúnak vélt készítményeket. Magyarországon a Nyíregyházi állatkertben láthatóak.

## Képek

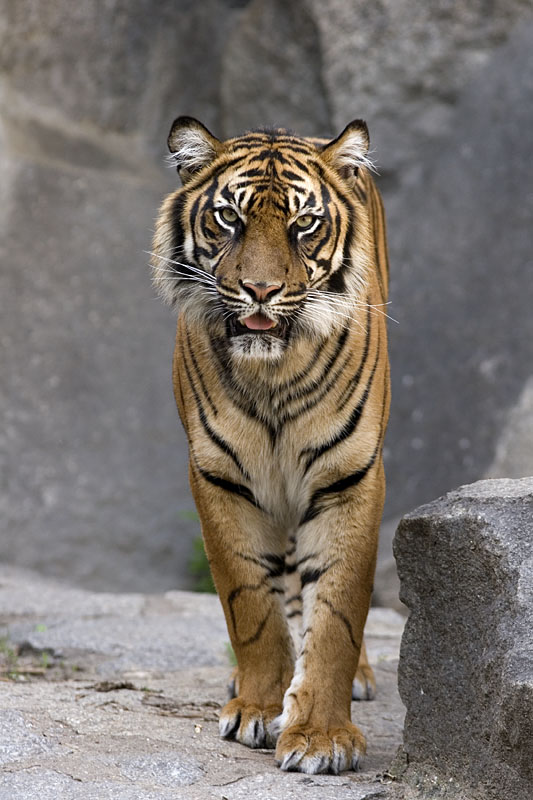
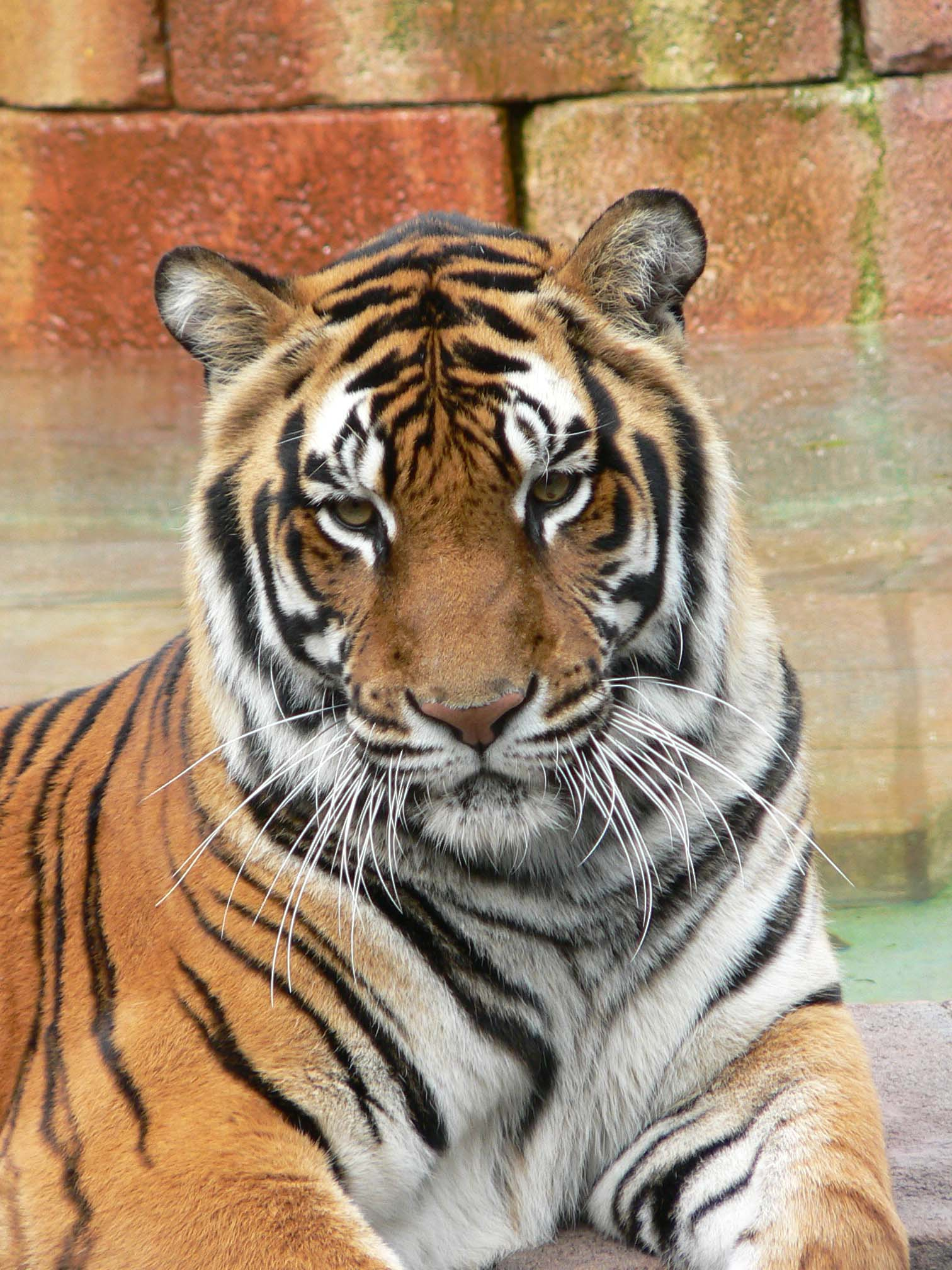
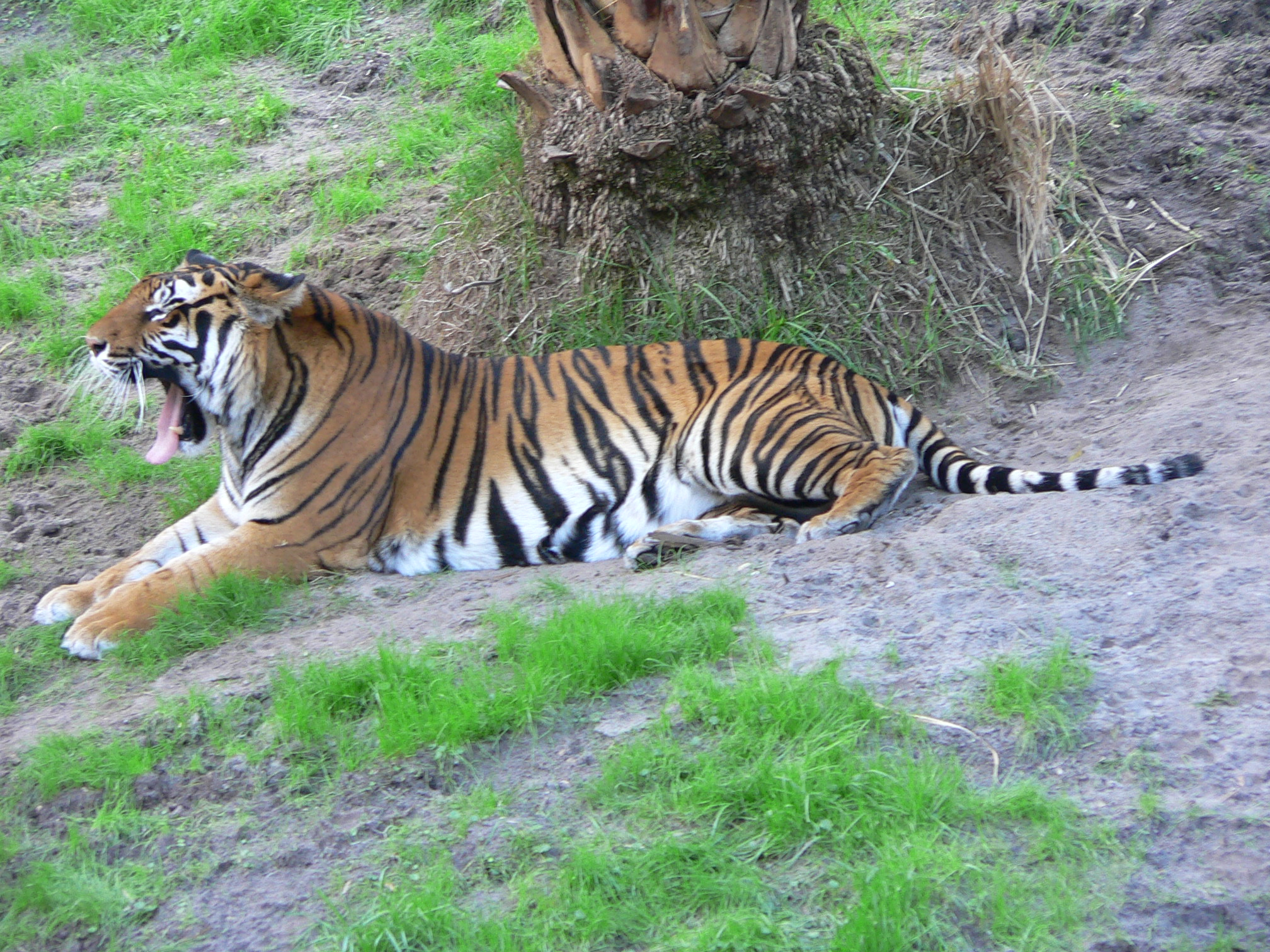
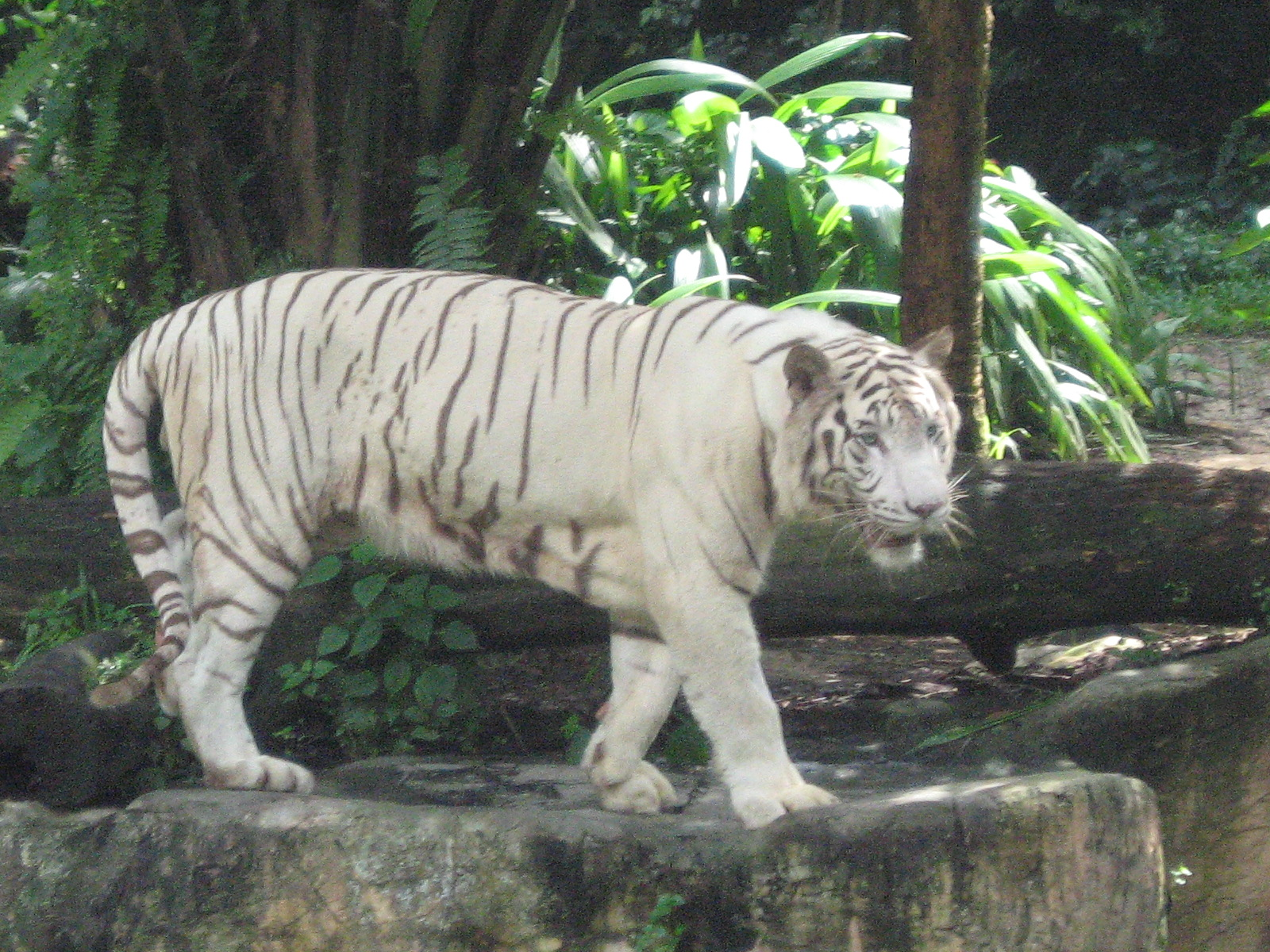